# Néstor Fabbri
Néstor Ariel Fabbri (Buenos Aires, 1968. április 29. –) argentin válogatott labdarúgó. 

## Pályafutása

### Klubcsapatokban
Buenos Airesben született. Pályafutását az All Boys csapatánál kezdte 1984-ben. 1986 és 1992 között a Racing Club játékosa volt. 1992-ben a kolumbiai América Cali csapatában játszott, majd hazatért a CA Lanúshoz. 1994 és 1998 között a Boca Juniors erősítette. 1998-ban Franciaországba szerződött a Nantes együtteséhez, mellyel 2001-ben megnyerte a francia bajnokságot. A 2002–03-as idényben a Guingampban játszott. 2003-ban az Estudiantes játékosa lett, ahol egy évig játszott. 2005-ben az All Boysban fejezte be a pályafutását.     

### A válogatottban
1987 és 1997 között 22 alkalommal szerepelt az argentin válogatottban és 2 gólt szerzett. Tagja volt az 1988. évi nyári olimpiai játékokon szereplő válogatott keretének és részt vett az 1990-es világbajnokságon, ahol a döntőben alulmaradtak az NSZK-val szemben. Emellett részt vett az 1995-ös Copa Américan és az 1995-ös konföderációs kupán.

## Sikerei, díjai
Racing Club
- Supercopa Sudamericana (1): 1988

FC Nantes
- Francia bajnok (1): 2000–01
- Francia kupagyőztes (2): 1998–99, 1999–2000
- Francia szuperkupagyőztes (2): 1999, 2001

Argentína
- Világbajnoki döntős (1): 1990
- Konföderációs kupa döntős (1): 1995